# Pro Q. Ligario
Le Pro Q. Ligario Oratio est un discours prononcé par Cicéron en 46 av. J.-C. dans la défense de Quintus Ligarius, où il obtint gain de cause malgré une situation qui semblait perdue d'avance.
Une référence à cette affaire est faite par Victor Hugo dans son Du Génie : "Prenez une femme et arrachez-lui son enfant; rassemblez tous les rhéteurs de la terre, et vous pourrez dire: À la mort, et allons dîner. Écoutez la mère; d'où vient qu'elle a trouvé des cris, des pleurs qui vous ont attendri, et que la sentence vous est tombée des mains? On a parlé comme d'une chose étonnante de l'éloquence de Cicéron et de la clémence de César; si Cicéron eût été le père de Ligarius, qu'en eût-on dit? Il n'y avait rien là que de simple."

## Liens
Le|Pro Ligario de Cicéron (en Latin)